# Cerkno - Zakriž
Cerkno - Zakriž este o arie protejată (arie specială de conservare — SAC, sit de importanță comunitară — SCI) din Slovenia întinsă pe o suprafață de 529,67 ha, integral pe uscat.

## Localizare
Centrul sitului Cerkno - Zakriž este situat la coordonatele 46°08′15″N 13°58′04″E / 46.1374°N 13.9679°E.

## Înființare
Situl Cerkno - Zakriž a fost declarat sit de importanță comunitară în aprilie 2004 pentru a proteja 2 specii de animale. Situl a fost protejat și ca arie specială de conservare în februarie 2012.

## Biodiversitate
Situată în ecoregiunile alpină și continentală, aria protejată nu include niciun habitat protejat.
La baza desemnării sitului se află mai multe specii protejate:
- mamifere (1): liliacul mic cu potcoavă (Rhinolophus hipposideros)
- nevertebrate (1): fluturele-tigru (Callimorpha quadripunctaria)